# L’Isle-d’Espagnac
L’Isle-d’Espagnac település Franciaországban, Charente megyében. Lakosainak száma 5691 fő (2022. január 1.). L’Isle-d’Espagnac Angoulême, Gond-Pontouvre, Magnac-sur-Touvre, Ruelle-sur-Touvre és Soyaux községekkel határos.

## Népesség
A település népessége az elmúlt években az alábbi módon változott:
| Lakosok száma | 3814 | 5008 | 4795 | 5257 | 5291 | 5514 | 5604 | 5626 | 5633 | 5691 |
|               | 1968 | 1982 | 1990 | 2006 | 2013 | 2015 | 2017 | 2019 | 2020 | 2022 |